# Jugosłowiański koń zimnokrwisty
Jugosłowiański koń zimnokrwisty – rasa średniomasywnego, roboczego konia zimnokrwistego pochodząca z dawnej Jugosławii (dzisiaj Słowenii).

## Opis
Jugosłowiański koń zimnokrwisty jest średniej wielkości praktycznym koniem roboczym o dużej szlachetności. Jest to koń mało wymagający i wytrzymały w pracy. Dobrze wykorzystuje paszę.

## Historia
Po roku 1918, gdy upadła monarchia Austro-Węgierska, na terenie Jugosławii ostała się dworska stadnina Lipica z gorącokrwistym koniem lipicańskim. Oprócz tego przykładano wagę do rozwoju koni roboczych. Na bazie konia noryckiego stworzono pierwotnie zimnokrwistego konia górskiego w górskich rejonach Słowenii. Z kolei na terenach nizinnych wyhodowano rasę Međimurski konj, która została zarzucona z powodu nieprzydatności w warunkach górskich.

## Pokrój
Jugosłowiański koń zimnokrwisty jest typem średniej wielkości praktycznego konia roboczego. Jego wyrazista głowa średniej wielkości i o prostym profilu osadzona jest na szyi proporcjonalnej do ram ciała. Łopatki konia są długie i silne, czasem strome. Kłąb jest słabo zaznaczony. Grzbiet u tych koni jest dość długi. Zad jest ścięty, mocno umięśniony. Kłoda jest szeroka o zwartej budowie.

### Kończyny
Nogi u tych koni są solidne i krótkie, z twardymi kopytami. Na nogach są nieduże szczotki pęcinowe.

### Umaszczenie
Konie mają zazwyczaj sierść w barwie gniadej lub karej, czasami kasztanowatej.

## Hodowle
Na terenie dawnej Jugosławii (obecnej Słowenii) istnieją hodowle koni o wyraźnych cechach konia noryckiego. Hodowle koni znajdują się w głównie w Słowenii, stadninach w Ptuju i Lublanie.